# Collasso tracheale nel cane
Il collasso tracheale del cane può essere definito come una sindrome da insufficienza respiratoria dovuta a schiacciamento del lume tracheale. Di questa malattia si conoscono due forme: il collasso tracheale latero-laterale e quello dorso-ventrale.

## Epidemiologia
La prima forma, piuttosto rara e di scarsa rilevanza epidemiologica, può essere osservata in cani di tutte le razze ed è generalmente conseguente a compressioni o complicanze postoperatorie in interventi di plastica tracheale. La seconda forma, quella dorso-ventrale, è più comune e nelle sue manifestazioni cliniche è conosciuta da diverse decine di anni. I soggetti colpiti da CT dorso-ventrale appartengono quasi esclusivamente a razze di cani di piccola e piccolissima taglia (Chihuahua, Barboni nani, Volpini di Pomerania e Yorkshire Terrier) i quali, senza distinzione di sesso, iniziano a manifestare i sintomi verso i 7-8 anni di età, anche se in alcuni gravi casi possono iniziare verso il secondo ed il terzo anno.

## Sintomatologia
L'evoluzione dei sintomi nel corso degli anni è lenta, ma progressiva ed irreversibile, e può portare a morte per insufficienza respiratoria acuta. Sintomi comuni sono presenza di rumori respiratori anomali, dispnea, intolleranza all'esercizio fisico e agli stimoli emotivi, cianosi ed attacchi sincopali. In particolare le anomalie respiratorie consistono in respirazione stridente e sibilante, associata a tosse secca non produttiva, che per il particolare suono prodotto è definita a “verso d'anatra”.
All'inizio i sintomi sono sporadici e ad accessi, scatenati dal movimento, dall'agitazione e dalle elevate temperature ambientali, ma con l'evoluzione della malattia si accentuano e diventano continui, manifestandosi anche a riposo e durante le ore notturne. Si possono notare peggioramenti repentini della tosse dovuti a complicanze secondarie: il collasso dinamico delle strutture scatena generalmente un'irritazione cronica a carico dell'epitelio tracheale che si traduce in infiammazione, desquamazione epiteliale ed iperplasia delle ghiandole mucose con alterazione della clearance mucociliare e conseguentemente la tosse può divenire produttiva e rantolosa.
All'auscultazione, durante gli episodi di tosse, è possibile percepire uno “schiocco tracheale” all'entrata del petto, che precede l'apertura della glottide e diviene sempre più sonoro ed evidente negli stadi avanzati della malattia.
L'auscultazione del torace non permette di evidenziare rantoli bronchiali, anche se questi possono comparire successivamente per complicazioni broncopolmonari o cardiache.
I sintomi raggiungono l'acme quando il collabimento completo della trachea, anche se transitorio, provoca insufficienza respiratoria acuta ed ipossia e l'animale presenta un caratteristico atteggiamento a “fame d'aria”, con bocca aperta, occhi sbarrati, lingua procidente e cianosi delle mucose. In queste condizioni non è raro osservare attacchi sincopali con perdita della conoscenza.

## Diagnosi
La diagnosi differenziale comprende tracheobronchiti infettive, bronchiti croniche, polmoniti, ostruzione tracheale, paralisi laringea, malformazione del palato molle, insufficienza cardiaca congestizia ed edema polmonare; in alcuni soggetti è possibile osservare la sovrapposizione di una di queste patologie al collasso tracheale. In letteratura non sono disponibili dati significativi che permettano di stabilire un nesso eziologico diretto fra queste patologie e il CT, ma è certo che quest'ultimo, diminuendo le difese aspecifiche dell'apparato respiratorio ne favorisce l'insorgenza.
Allo stesso modo malattie tracheo-bronchiali intercorrenti possono esacerbare la tosse e scatenare fenomeni dispnoici acuti in caso di CT.
Da un punto di vista strettamente anatomico il CT consiste in uno schiacciamento in senso dorso-ventrale dell'organo, i cui margini in sezione assumono un profilo a spicchio di luna, con prolasso della membrana tracheale all'interno del lume ed apertura progressiva degli anelli cartilaginei.
Tale situazione, a causa della flaccidità assunta dalla struttura cartilaginea, ha una dinamica del tutto particolare durante l'atto respiratorio. Infatti, a causa delle variazioni pressorie interne, nella fase inspiratoria si verifica collasso del tratto cervicale della trachea, mentre in quella espiratoria avviene il contrario, con interessamento della porzione intratoracica.
La diagnosi di certezza di CT è ottenuta sfruttando diverse tecniche di diagnostica per immagini. Le più utilizzate sono le indagini radiografiche dirette alle quali si aggiungono, a seconda delle circostanze cliniche, la fluoroscopia, l'endoscopia e la Tomografia Assiale Computerizzata (TAC). Meno utilizzata, per evidenti limiti diagnostici, è l'ecografia.
All'esame anatomo-patologico gli anelli maggiormente colpiti sono quelli delle porzioni centrali della trachea. Le principali alterazioni riscontrate sono una diminuzione di rigidità degli anelli associata a riduzione di lunghezza, reperti che si accompagnano a vari gradi di appiattimento fino al completo schiacciamento. Le estremità cartilaginee possono essere introflesse all'interno del lume, ma, in ogni caso, non si evidenzia alcuna frattura a loro carico. La membrana tracheale appare notevolmente allungata, flaccida e prolassata all'interno dell'organo: l'allungamento è notevole, circa 4 volte rispetto al normale, e si accompagna ad aumento di spessore per la maggiore presenza di tessuto connettivo lasso.
Da un punto di vista istopatologico le maggiori alterazioni evidenziate sono a carico del tessuto cartilagineo degli anelli, con scomparsa di gran parte della matrice organica, che giustifica le diminuzioni di rigidità e di lunghezza osservate macroscopicamente. Le reazioni infiammatorie riscontrate a carico della trachea sembrano secondarie a questo evento iniziale, poiché i microtraumi dovuti ai movimenti anomali e le elevate variazioni di pressione interna all'organo predispongono ad altre malattie tracheo-bronchiali e polmonari.
Informazioni analoghe giungono da indagini istochimiche e di microscopia elettronica, che permettono di evidenziare una notevole differenza fra l'intima struttura della cartilagine di animali normali rispetto a quella di animali con collasso tracheale. In questi ultimi la matrice amorfa appare porosa e fessurata, senza l'omogeneità tipica della cartilagine, con diminuzione della componente cellulare, dei glicosamminoglicani, del condroitinsolfato e del calcio.
Inoltre, la distribuzione delle fibre connettivali è disordinata, con addensamenti in prossimità di nuclei anomali di matrice amorfa. In definitiva, si assiste ad un processo di condromalacia, attraverso il quale la cartilagine ialina si trasforma in fibrocartilagine.

## Patogenesi ed Eziologia
Sulla base degli studi effettuati, in passato sono state proposte diverse ipotesi sull'eziopatogenesi della malattia. In ordine cronologico queste sono state: aspecifica predisposizione ereditaria, debolezza del muscolo tracheale, alterazione del tessuto cartilagineo degli anelli e del tessuto connettivo intercartilagineo. Recentemente è stata formulata anche l'ipotesi che lo sviluppo della malattia dipenda dal coinvolgimento del plesso nervoso che avvolge i vari strati della struttura tracheale.
In realtà, dall'analisi dei dati disponibili, l'ipotesi tuttora più fondata indica una distrofia a carico prevalentemente degli anelli cartilaginei tracheali, costituiti dallo stesso tipo di cartilagine ialina che riveste i piani articolari delle giunture e delle loro strutture fibro-muscolari. L'aspetto meno chiaro, invece, sul quale si è dibattuto a lungo e sul quale ancora oggi si discute, è se la distrofia tissutale sia primaria oppure se i fenomeni degenerativi siano secondari all'infiammazione tracheo-bronchiale.

## Terapia
Partendo dal presupposto che la malattia è di natura distrofica l'unica terapia eziologia disponibile oggi sul mercato è quella a base di Stanozololo: 0,3 mg/kg una volta al dì per almeno 30 giorni (Stargate® compresse, ACME). Questo ormone viene utilizzato come sostitutivo dell'ormone somatotropo, generalmente carente negli animali di piccola taglia colpiti da CT.
Come tutte le terapie a base ormonale, la somministrazione di Stanozololo deve essere continuata per tutta la vita; ciononostante, la somministrazione continua di questo ormone, ai dosaggi richiesti per la terapia del CT, normalmente non provoca alcun effetto collaterale indesiderato nei soggetti in terapia.
Il miglioramento, ed in diversi casi la guarigione completa, che si ottengono mediante la sola somministrazione di Stanozololo, confermano indirettamente quanto ipotizzato nelle premesse eziopatogenetiche, e cioè che la malattia derivi da un fatto distrofico primario a carico del tessuto cartilagineo degli anelli e del tessuto fibroso contenitivo dorsale, e che i fenomeni infiammatori riscontrati siano conseguenti a questo evento iniziale per le gravi disfunzioni meccanico-pressorie cui è sottoposto l'organo.
Fino ad oggi venivano utilizzate terapie sintomatiche a base di antitussigeni, antibiotici ed antinfiammatori corticosteroidei che non erano però in grado di arrestare l'evoluzione della malattia ma davano solo un sollievo transitorio controllando le eventuali patologie secondarie.
La terapia chirurgica è riservata ai casi più gravi e le tecniche utilizzate comprendono interventi di plastica tracheale, con inserimento o meno di protesi interne od esterne al lume, che non forniscono risultati soddisfacenti in termini di sopravvivenza e di qualità della vita.